# Talium
Talium (nep. तालियुम) – gaun wikas samiti w zachodniej części Nepalu w strefie Karnali w dystrykcie Jumla. Według nepalskiego spisu powszechnego z 2001 roku liczył on 711 gospodarstw domowych i 4010 mieszkańców (1966 kobiet i 2044 mężczyzn).